# Lorraine (frégate)
Pour les autres navires du même nom, voir Lorraine (homonymie).
La Lorraine (numéro de coque D657) est la huitième frégate du programme de  frégates multimissions (FREMM) lancé en commun par la France et l'Italie. Cependant, contrairement aux précédentes unités de la classe Aquitaine, il s'agit de la seconde à ne pas être orientée vers la lutte anti-sous-marine mais vers la lutte antiaérienne dite « renforcée ».
Sa construction a débuté en 2019 aux chantiers navals DCNS de Lorient pour une livraison à la marine nationale (France) le 16 novembre 2022 et admise au service actif le 13 novembre 2023.

## Caractéristiques

### Missions
Tout comme l’Alsace, la principale mission de la Lorraine sera la lutte antiaérienne, de premier rang, au sein d'un groupe aéronaval (comprenant le Charles de Gaulle) ou amphibie (comprenant un porte-hélicoptères amphibie de la classe Mistral) en remplacement de la frégate Jean Bart qui a été retirée du service en 2021.

### Navigation et veille
Conçue comme l’Alsace pour la lutte antiaérienne, la principale différence avec les premiers navires de la classe Aquitaine tient dans la forme du mât, qui a été modifié à sa base pour être le plus fin possible afin de réduire au maximum l'effet de masque sur l'arrière pour le radar tournant Herakles +. Ce dernier, dont la puissance a été augmentée, a été intégré, avec un module spécifique dans le système de combat SETIS (ajout d'un poste de directeur de la lutte antiaérienne de zone et de trois consoles supplémentaires dans le central opération).
Elle est mise en œuvre par 132 marins (dont quatorze pour le groupe hélicoptère) et peut accueillir jusqu'à 165 personnes (état-major embarqué ou commandos marine) soit vingt de plus que les premières FREMM de la série.

### Armement
Du fait de son orientation vers la défense antiaérienne, la Lorraine n'embarquera pas de missile de croisière naval (MdCN) mais quatre systèmes Sylver A50 panachant seize missiles Aster 15 et seize missiles Aster 30 auxquels s'ajoutent huit missiles antinavires Exocet MM40 Block3, une tourelle OTO Melara de calibre 76 mm conduite par un système STIR 1.2 EO Mk2 de Thales, deux canons Narwhal téléopérés de calibre 20 mm et des tubes lance-torpilles pour MU90,. Elle possède également deux brouilleurs, deux lance-leurres antimissiles et deux lance-leurres anti-torpilles. La Lorraine dispose également des mêmes capacités de lutte anti-sous-marine que les frégates de la classe Aquitaine. 
Le bâtiment embarque également un hélicoptère NH 90 NFH (Caïman marine).

## Construction
Le projet contractuel de FREMM dédié à la défense anti-aérienne remonte à 2008, lors de l'abandon – pour des raisons budgétaires – des troisième et quatrième frégates de la classe Horizon. La construction de la Lorraine a débuté au second semestre 2018 avec la construction des premiers modules de coque aux chantiers DCNS de Lorient. Sa mise sur cale, réalisée le 15 mai 2019, marque le début de l'assemblage des dix blocs flotteurs et des six blocs de la superstructure qui la constituent. La frégate est mise à l'eau le 13 novembre 2020, son achèvement ayant été poursuivi à flot. Les essais ont débuté en 2021.
Le navire a été livré le 16 novembre 2022 à la Marine nationale.

## Carrière opérationnelle
Au premier trimestre 2023, la Lorraine effectue son déploiement de longue durée en vue de son admission au service actif. Alors qu'elle navigue en Mer Rouge, le déclenchement du conflit soudanais entre un groupe rebelle militaire (FSR) et le pouvoir en place provoque l'évacuation en urgence du pays des ressortissants occidentaux à partir du 23 avril 2023, notamment lors de l'opération Sagittaire menée par les Forces spéciales françaises à Khartoum au Soudan. Dans ce cadre, la frégate est sollicitée par les autorités françaises, en coordination avec les Nations unies, pour prendre en charge des personnes évacuées de Port-Soudan vers l'Arabie Saoudite.